# Izel-lès-Équerchin
Izel-lès-Équerchin is een gemeente in het Franse departement Pas-de-Calais (regio Hauts-de-France) en telt 779 inwoners (1999). De plaats maakt deel uit van het arrondissement Arras.

## Geografie
De oppervlakte van Izel-lès-Équerchin bedraagt 10,0 km², de bevolkingsdichtheid is 77,9 inwoners per km².
De onderstaande kaart toont de ligging van Izel-lès-Équerchin met de belangrijkste infrastructuur en aangrenzende gemeenten.

## Demografie
Onderstaande figuur toont het verloop van het inwonertal (bron: INSEE-tellingen).